# Angelika Steger

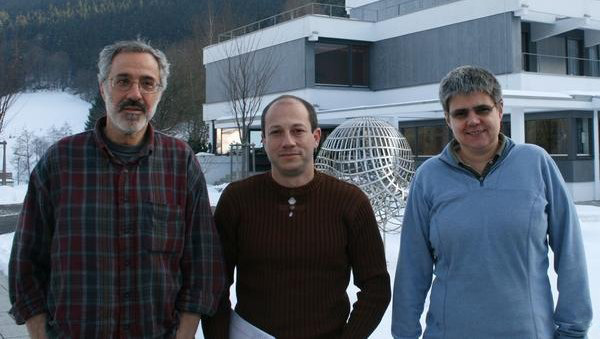
Organizadores de um workshop em 2011 no Instituto de Pesquisas Matemáticas de Oberwolfach sobre combinatória, da esquerda para a direita: Jeff Kahn, Benny Sudakov e Angelika Steger

Angelika Steger (1962) é uma matemática e cientista da computação alemã, professora do Instituto Federal de Tecnologia de Zurique.
Foi palestrante convidada do Congresso Internacional de Matemáticos em Seul (2014).